# Saint Luciaanse voetbalbond
De Saint Lucia Football Association of Saint Luciaanse voetbalbond (SLFA) is een voetbalbond van de Saint Lucia. De voetbalbond werd opgericht in 1979, toen het land onafhankelijk werd en is ook lid van de CONCACAF. In 1988 werd de bond lid van de FIFA. Het hoofdkantoor staat in de hoofdstad van het land Castries.
De voetbalbond is ook verantwoordelijk voor het Saint Luciaans voetbalelftal.